# Giraudite
La giraudite è un minerale.